# Fritz Peter Schäfer
Fritz Peter Schäfer (* 15. Januar 1931 in Hersfeld; † 25. April 2011 in Hannover) war ein deutscher Physiker. Er war Professor für Laserphysik und Direktor am Max-Planck-Institut für biophysikalische Chemie in Göttingen.

## Leben
Nach seinem Abitur 1951 in Bad Hersfeld und einem halbjährigen Industriepraktikum studierte er Physik an der Universität Marburg. 1957 wurde er Diplomphysiker mit einer Diplomarbeit am Institut für Physikalische Chemie bei Hans Kuhn. Für seine Promotion zum Doktor der Philosophie, die er 1960 erlangte, schrieb er eine Arbeit über Elektronensysteme großer organischer Farbstoffmoleküle. Dafür entwickelte er einen Analogrechner weiter.
Als Wissenschaftlicher Assistent am Institut baute er 1963 den 1960 von Theodore Maiman erfundenen Rubinlaser nach. Damit setzte er seine Untersuchungen an Farbstoffmolekülen fort. 1966 entwickelte er den Farbstofflaser (wie unabhängig etwa gleichzeitig Peter Sorokin bei IBM), der auf einem breiteren Spektralband einsatzfähig war.
Schäfers Arbeit zum  Farbstofflaser wurde zunächst in den Applied Physics Letters zurückgewiesen mit dem Argument, die Erfindung wäre schon von Sorokin publiziert worden. Sorokin sorgte aber als Gutachter (Referee) bei der nochmaligen Einreichung der Arbeit von Schäfer dafür, dass diese publiziert wurde. Schäfer erkannte als Erster einen wichtigen Aspekt der Farbstofflaser – deren Durchstimmbarkeit.
Fritz Peter Schäfer wurde nach seiner Habilitation (1967) 1969 zum Professor ernannt und wurde Abteilungsleiter am Institut für Physikalische Chemie. 1970 wurde er als Direktor an das Max-Planck-Institut für Biophysikalische Chemie berufen und baute dort die von ihm geleitete Abteilung für Laserphysik auf. 1987 gründete er mit zwei Kollegen das Laser-Laboratorium Göttingen, welches eine Verbindung zwischen Forschung und Industrie herstellte. Um 1990 forschte er besonders über Röntgenlaser. 1994 wurde er emeritiert.
Fritz Peter Schäfer war ab 2001 Geschäftsführer der zur Entwicklung von Kreuzfahrtluftschiffen gegründeten LoftyCruiser GmbH & Co. KG.
In Göttingen lebte er im Stadtteil Nikolausberg.

## Ehrungen und Auszeichnungen
Schäfer erhielt den Ehrendoktor der Universitäten Szeged in Ungarn und Jena und war Honorarprofessor der Universitäten Marburg und Göttingen.
Er war Mitglied der von 1987 bis 1990 bestehenden Akademie der Wissenschaften zu Berlin und ist außerordentliches Mitglied der Berlin-Brandenburgischen Akademie der Wissenschaften. Er war korrespondierendes Mitglied der Akademie der Wissenschaften und der Literatur zu Mainz und Akademie der Wissenschaften zu Göttingen. Er war Mitglied der Deutschen Akademie der Naturforscher Leopoldina.
- 1968: Haberpreis der Deutschen Bunsen-Gesellschaft für Physikalische Chemie
- 1984: Werner-von-Siemens-Ring[6]
- 1985: IBM-Europe Science and Technology Prize
- 1986: Gottfried-Wilhelm-Leibniz-Preis
- 1988: Verdienstorden der Bundesrepublik Deutschland (Verdienstkreuz I. Klasse)
- 1989: Niedersachsenpreis für Wissenschaft
- 1991: Max-Planck-Forschungspreis, gemeinsam mit Michael Hannam Key
- 1991: Theodor-Förster-Gedächtnisvorlesung

## Schriften
- Karl-Heinz Drexhage, Erich P. Ippen, Charles Shank, Theodor Hänsch, B. B. Snavely, H. Gerhardt, Fritz Peter Schäfer (Herausgeber): Dye lasers (Topics in Applied Physics), 1990, ISBN 978-3-540-51558-6 (Neuauflage)